# 니키부촌
니키부촌(二木生村)은 에히메현 니시우와군에 설치된 촌이다. 